# Mark Fortier
Mark Fortier est un essayiste québécois, journaliste et éditeur chez Lux éditeur.

## Formation et enseignement
Diplômé d'une Maîtrise ès arts en sociologie (2000), Mark Fortier a été chargé de cours au département de sociologie de l'UQAM et à l’Université Laval. Il a aussi fait des études doctorales en sociologie sur la théorie hégélienne de la société et a étudié une année à la Ferdinand-Tönnies Gesellschaft de l’Université de Kiel.

## Du journalisme à l’édition
Sociologue de formation, Mark Fortier a exercé un temps le métier de journaliste indépendant, a été membre du comité de rédaction du magazine Temps fou, adjoint au rédacteur en chef du journal Place publique puis journaliste à l’hebdomadaire culturel Ici Montréal, où il était chef de pupitre société. Il a aussi milité dans le mouvement communautaire dans la ville de Québec.
Aux côtés de Marie-Eve Lamy, d’Alexandre Sánchez et de Paulin Dardel, il fait partie de l'équipe éditoriale de Lux éditeur, maison d'édition fondée en 1995 et consacrée principalement à l’histoire des Amériques et à la « réflexion politique, d’inspiration libertaire ».
Depuis 2022, il est membre du comité de rédaction du magazine Lettres québécoises, où il signe une chronique.

## Réceptions de ses écrits
Mark Fortier a traduit vers le français Le triomphe de l’image : Une histoire des pseudo-événements, de l’historien Daniel Boorstin.
Son essai intitulé Mélancolies identitaires, consacré au sociologue Mathieu Bock-Côté, se veut « une exploration […] des thèmes développés par une droite qui, des Amériques à l’Europe, gagne en force » estimant, à propos de Bock-Côté, qu'« il n’y a pas au Québec de voix médiatique plus omniprésente que celle de cet intellectuel organique du groupe Quebecor, [...] [qui] prône avec ténacité un conservatisme de combat ». Ce premier livre reçoit un accueil contrasté. Dans Esprit, Jean-Louis Schlegel y voit un « rempart aimable et un secours rafraîchissant » consacré aux « idées bock-côtistes » et « au discours volubile d’un intellectuel à la faconde talentueuse » dont Fortier « croit pouvoir déceler beaucoup de vide et de creux intellectuels ». Schlegel estime aussi que le livre est également fait de « réflexions fines et d’intuitions pertinentes, servies par de bonnes connaissances en anthropologie, quelque peu douces-amères par moments, sur l’intérêt d’une société ouverte ». Le journal Métro mentionne que l'essai, qui traite de thèmes comme l’immigration et la transmission, doit plutôt être considéré comme une réflexion sur le Québec concernant les thèmes chers à Bock-Côté, et souligne que Fortier compare sa démarche à celle de Morgan Spurlock pour le documentaire Super Size Me (2004), allant jusqu'à qualifier lui-même son essai de « mélange d’historiettes et d’escarmouches », de « propos polémiques [...] [et de] réflexions plus approfondies » . Dans La Presse, la journaliste et chroniqueuse spécialisée en littérature Chantal Guy regrette que Fortier et son sujet ne se soient jamais parlé et ironise sur la « posture de sacrifié » que s'attribue l'auteur dans son essai, « ce qui permet toutes les libertés » et des digressions sur Pierre Vallières ou Slavoj Žižek. Le livre est par contre particulièrement brocardé dans L'Action nationale, où il est décrit comme « un foutoir incohérent et truffé d’inepties » « d’une mauvaise foi absolue », prêtant à Bock-Côté « des positions qu’il n’a jamais défendues » . Dans Le Devoir, le journaliste Christian Rioux, lauréat notamment des prix Olivar-Asselin et Judith-Jasmin, affirme aussi que Fortier fait preuve de « morgue » et « mauvaise foi » et émet pour sa part l'hypothèse (contestée par Fortier) « qu’il ne supporte pas de voir ses anciens idéaux exprimés [...] avec talent par un intellectuel qui se dit conservateur » et que ce dernier puisse défendre « la laïcité et une école des savoirs [...], deux valeurs [...] troquées pour un multiculturalisme qui ne dit pas son nom et un pédagogisme qui rabaisse tout ».
En 2021, Mark Fortier participe en tant que co-auteur à la réécriture de la thèse de doctorat en anthropologie de Serge Bouchard, publiée chez Lux éditeur sous le titre Du diesel dans les veines : La saga des camionneurs du Nord. Dans Le Monde, le journaliste québécois Marc-Olivier Bherer souligne que « le vocabulaire scientifique un brin ardu, jadis employé par le jeune thésard, a disparu dans cet ouvrage, fruit d’une réécriture complète opérée par l’auteur peu avant sa mort, avec l’aide de son éditeur, Mark Fortier ». Le livre a reçu le prix Pierre-Vadeboncoeur ainsi que le Prix du Gouverneur général : études et essais de langue française.
En 2025, Mark Fortier publie un essai intitulé Devenir fasciste. Ma thérapie de conversion, également chez Lux éditeur, où il invite les lecteurs à faire preuve de «sang-froid [...] face à un monde où les forces du capital et de l’extrême droite s’unissent pour abattre les démocraties. Dans ce brillant pamphlet, il se met en scène avec humour comme intellectuel libéral prêt à se convertir au fascisme pour sauver sa peau. Mais nous comprenons très bien qu’il nous met plutôt en garde contre la peur et l’apathie devant une menace qui n’a jamais été aussi réelle», écrit Chantal Guy dans La Presse.

### Ouvrages
- Mélancolies identitaires. Une année à lire Mathieu Bock-Côté, Montréal, Lux éditeur, 2019, 168 p.
- Avec Serge Bouchard : Du diesel dans les veines : La saga des camionneurs du Nord, Montréal, Lux éditeur, 2021, 224 p.
- Devenir fasciste. Ma thérapie de conversion, Montréal, Lux éditeur, 2025, 144 p.

### Articles
- Louise Boivin et Mark Fortier, L’économie sociale. L’avenir d’une illusion, Montréal, Fides, 1998, 229 p.
- Mark Fortier, Le bonheur? C'est droit devant! (banalités en miettes), Liberté, 1998, p. 40–45
- Mark Fortier, Le Vieux Routier, L'Inconvénient, Numéro 87, Hiver 2022, p. 33–36

### Blogue
- Mes escarmouches, blogue diffusé sur Substack.